# Maison Saint-Isaïe
La Maison Saint-Isaïe a été de 1960 à 1997, le Centre d'études juives des frères prêcheurs (religieux dominicains) à Jérusalem. Elle fut un lieu de connaissance de la Bible et de réflexion sur les aspects théologiques et historiques des relations judéo-chrétiennes. Elle fut aussi, un lieu de rencontre et un trait d'union  entre l'Église et le judaïsme. Elle fut enfin, un lieu de prières et de célébrations pour la communauté catholique hébréophone.
Les piliers en furent les frères Bruno Hussar, Jacques Fontaine (dominicain), Marcel Dubois et Gabriel Grossman.

## Histoire
- 1950, Le Provincial de France, le Père Albert-Marie Avril fait part à Bruno Hussar de son désir d'établir, dans la Jérusalem juive, un Centre d'études du judaïsme analogue au Centre dominicain d'études islamiques du Caire (Institut dominicain d'études orientales).
- 1953-58, Bruno Hussar est d'abord envoyé à Jaffa. Il y sera l'aumônier des Frères des écoles chrétiennes et consacrera une grande partie de son temps aux Catholiques de langue hébraïque qui immigrent en Israël. Pour eux, il y fonde une communauté tout en mûrissant intérieurement le projet du Père Avril.
- 1957, Les Pères du chapitre de la Province de Paris approuvent la fondation du Centre d'études du judaïsme à l'unanimité.
- 1959, Le projet dominicain peut enfin se réaliser avec l'arrivée de Jacques Fontaine qui a demandé à s'associer à la fondation de Jérusalem. Ils découvrent et louent un appartement libre dans un bâtiment appartenant aux Pères lazaristes (Rehov Agron 20), s'abandonnent à la Providence pour leur subsistance et décident de se mettre sous le patronage de Saint Isaïe : il fallait un nom significatif pour les Juifs et les Chrétiens, et un enracinement prophétique de la proclamation de la Parole de Dieu.
- 1960, La Maison Saint Isaïe est érigée officiellement en la fête de l'Annonciation, le 25 mars. Le frère Jacques suit une formation de guide qui le prépare à créer "la Bible sur le terrain" (B.S.T.), lecture et prédication itinérante de la Bible.
- 1962, 20 mai, arrivée de Marcel Dubois dont l'envergure intellectuelle permettra un plus grand rayonnement du Centre d'études juives.
- 1964, du 28 au 30 septembre, Bruno Hussar part à Rome à la demande des membres de l'Œuvre saint Jacques (Église hébréophone en Israël) pour défendre le projet conciliaire d'une déclaration sur les Juifs dont le schéma initial  avait subi de profondes transformations et qui restait encore très contesté parmi les pères conciliaires. Le texte sera incorporé à la Déclaration Nostra Ætate votée à une majorité confortable au cours de la dernière session du concile Vatican et promulgué le 28 octobre 1965. (Concile Vatican II). "Scrutant le mystère de l'Église, le saint Concile rappelle le lien qui unit spirituellement le peuple du Nouveau Testament à la lignée d'Abraham...".
- 1967, 3 décembre, Gabriel Grossman, autrichien de formation scientifique, dominicain de la Province de Lyon s'adjoint à la communauté. Expert en judaïsme, il fera partie de la commission œcuménique pour la traduction en hébreu moderne du Nouveau Testament. Par la suite il traduira également en hébreu la règle de Saint Benoit.
- Bruno Hussar rêve d'une école de la paix où vivraient ensemble des Juifs, des Musulmans et des Chrétiens : il a l'autorisation de créer ce qui deviendra le village de Névé Shalom/Wāḥat as-Salam : "Mon peuple habitera une Oasis de paix" Is 18,32.
- 1970, Marcel Dubois devient professeur de philosophie à l'Université hébraïque de Jérusalem. Il prendra plus tard la direction du Département de philosophie.
- 1974-95, Marcel Dubois est nommé consulteur au Conseil pontifical pour les relations religieuses avec le judaïsme.
- 1984, Jacques Fontaine commence avec un petit groupe la "Bible sous Terre" : lecture et compréhension de la Bible en hébreu, avec une liturgie associée, tous les hivers, continuant les pèlerinages de la B.S.T. de Pâques à la Toussaint.
- 1988, 10 juillet, le nouveau patriarche latin de Jérusalem Mgr Sabbah, premier palestinien à cette fonction, se rend à la Maison Saint Isaïe pour y célébrer la messe, s'entretenir avec les frères dominicains et la communauté hébréophone.
- 1990, 14 juin : décès du frère Gabriel Grossman.
- 1996, 8 février : décès du frère Bruno Hussar.
- 1997, fermeture officielle de la Maison Saint Isaïe.
- 1998, 23 aout : dernière messe de la communauté hébréophone de Jérusalem dans la chapelle de la  Maison Saint Isaïe.
- 2007, 14 juin : décès du frère Marcel Dubois.
- 2011, 13 juillet : messe d'action de grâce à l'abbaye d'Abu Gosh pour les 90 ans du frère Jacques Fontaine. À cette occasion est évoquée l'espérance d'une renaissance de la maison Saint Isaïe.

## Organisation
Trois des facettes de la Maison Saint Isaïe furent :
- le dialogue universitaire et inter-religieux,
- la Bible sur le terrain,
- le rayonnement de Névé Shalom/Wahat as-Salam.

Une première conséquence pratique fut d'aider le monde à connaître l'âme profonde juive et à appréhender la richesse de sa tradition afin qu'une meilleure connaissance engendre plus d'estime et d'amitié.
Une deuxième conséquence fut d'approfondir au sein de l'Église, identifiée au monde occidental, ses sources juives : que la sève originelle en provenance de ses racines puisse à nouveau circuler dans l'olivier tout entier.

## Développement
Engagement dans différents ministères : biblique, pastoral, œcuménique, de conférences, de relations humaines - sans parler de la prière, de l'étude et de la réflexion, - ainsi que la rédaction de livres et d'articles.
Fondation de groupes de rencontre et de réflexion œcuménique judéo-chrétienne : 
- The Rainbow club à Jérusalem en 1964. Ce groupe volontairement restreint, comprend neuf membres juifs (orthodoxe, libéraux et non traditionnels), et neuf membres chrétiens (prêtres catholique dont un arabe melchite, pasteurs anglicans et de différentes Églises protestantes). Les membres se réunissent mensuellement. Une discussion exigeante et amicale succède à une conférence, en anglais, donnée alternativement par un juif et un chrétien.
- Fondation avec le Rev. Peter Schneider (anglican) du groupe The Ecumenical and Theological Fraternity.
- Participation à la fondation du Comité inter-religieux en Israël, dont le tout premier initiateur fut Maurice Fischer (alors ambassadeur d'Israël à Rome). Deux faits remarquables sont à noter : une réunion solennelle, en juin 1963, pour honorer la mémoire du Pape Jean XXIII, et la traduction en hébreu, avec une édition de luxe, de l'encyclique Pacem in Terris.